# HMS Agamemnon (1852)
«Агамемнон» (англ. HMS Agamemnon) був 91-гарматним лінійним кораблем Королівського військово-морського флоту, замовленим Адміралтейством у 1849 році у відповідь на відчутну загрозу з боку Франції, яка володіла кораблями класу «Наполеон».

### Характеристики
Він був першим британським лінійним кораблем, спроєктованим та побудованим з встановленою паровою машиною, хоча, через неефективність парових двигунів того періоду, очікувалося, що він проводитиме значну частину свого часу, подорожуючи під вітрилами. Тому він ніс повне пряме вітрильне озброєння на трьох щоглах, як і великі вітрильні військові кораблі того часу. Він був названий на честь Агамемнона, царя Мікен, який очолював грецькі війська у Троянській війні.
Він ніс озброєння з дульнозарядних гладкоствольних гармат, типових для військових кораблів того часу, на двох палубах. Він був добудований у 1852 році. Він не був першим британським лінійним кораблем, добудованим з паровою машиною; HMS «Sans Pareil», існуючий раніше вітрильний корабель другого рангу, був переобладнаний для допоміжної парової тяги (зберігши своє вітрильне оснащення) і добудований у 1851 році.

### Служба

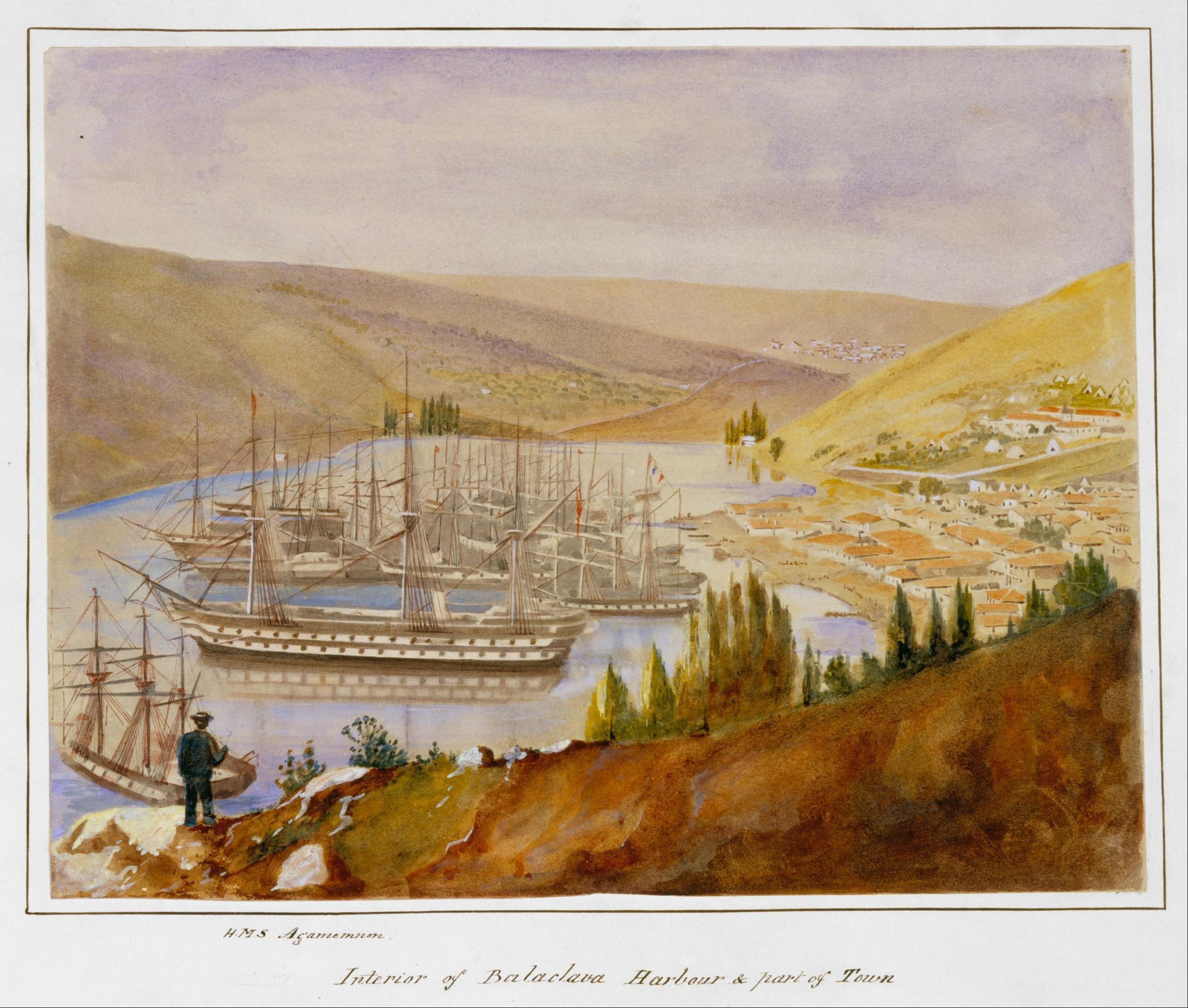
Агамемнон у гавані Балаклави в 1855 році, художник Джеймс Робертсон

«Агамемнон» був прикріплений до Середземноморського флоту і служив у Кримській війні як флагман контрадмірала сера Едмунда Лайонса. Він брав участь у бомбардуванні Севастополя 17 жовтня 1854 року. Під час Великого шторму 1854 року його викинуло на берег на російському узбережжі Чорного моря. «Агамемнон» брав участь в обстрілі форту Кінбурн, у гирлі річки Дніпро.
У 1857 році уряд обладнав «Агамемнон» для перевезення 1250 тонн телеграфного кабелю для першої спроби Atlantic Telegraph Company прокласти трансатлантичний телеграфний кабель. Хоча ця початкова спроба прокладання кабелю була невдалою, проєкт було відновлено наступного року, і «Агамемнон» та його американський аналог, USS Niagara, успішно з'єднали кінці своїх двох секцій кабелю посередині Атлантики 29 липня 1858 року.